# 1922 en littérature
| Années de la littérature : 1919 - 1920 - 1921 - 1922 - 1923 - 1924 - 1925    |
| Décennies de la littérature : 1890 - 1900 - 1910 - 1920 - 1930 - 1940 - 1950 |

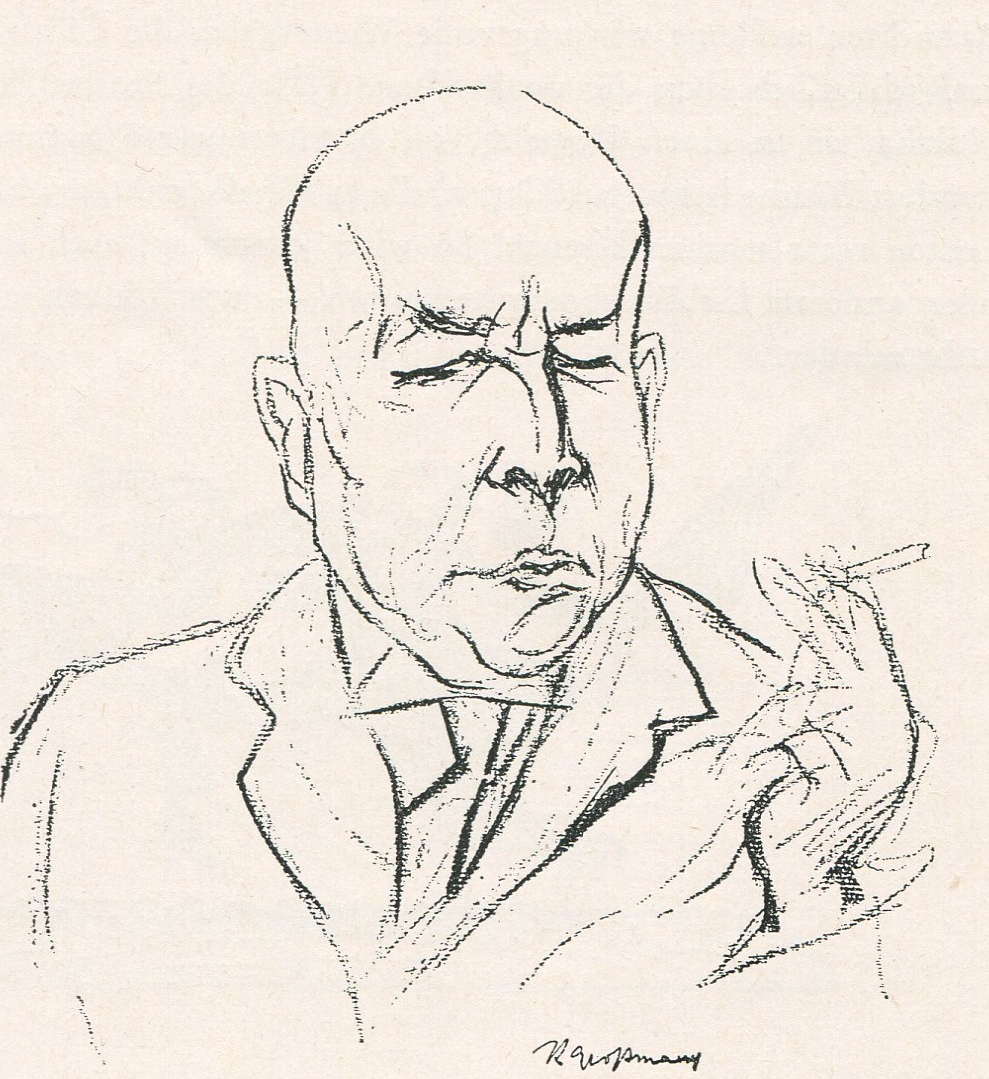
L'essayiste allemand O. Spengler (Simplicissimus).

Cet article présente les faits marquants de l'année 1922 en littérature.

## Événements
- 27 mai : Fondation des Presses universitaires de France.
- 29 décembre : À la suite de la publication de La Garçonne, le Conseil de l’ordre de la Légion d'honneur propose de radier son auteur,  Victor Margueritte.

## Essais
- Octobre : Parution du deuxième volume de la traduction en français par Henri Albert des Considérations inactuelles, de Nietzsche (Mercure de France).
- Philippe Tissié, L'Éducation physique rationnelle, éd. Félix Alcan
- Henri Bergson, Durée et Simultanéité. À propos de la théorie d'Einstein, Paris, Félix Alcan, coll. «Bibliothèque de philosophie contemporaine»
- Le Style prussien de Arthur Moeller van den Bruck.
- Alexandrie. Une histoire et un guide (Alexandria. A History and Guide) de E. M. Forster.

## Poésie
- Paul Valéry, Charmes (avec le Cimetière marin).
- T. S. Eliot, The Waste Land (La Terre Vaine), en octobre.
- Rainer Maria Rilke, écriture des six dernières Élégies de Duino, et Sonnets à Orphée écrits en février.
- Marguerite Yourcenar : Les dieux ne sont pas morts.

## Romans
- 2 février : Ulysse de James Joyce, est publié par Sylvia Beach à Dijon.
- Avril : Sodome et Gomorrhe (t.2) de Proust.
- Novembre : Siegfried et le Limousin de Giraudoux.

- Traduction en français des Débuts de Sherlock Holmes de Conan Doyle.
- Le Cahier gris, premier tome des Thibault, de Roger Martin du Gard.
- François Mauriac, Le Baiser au lépreux.
- Babbitt, roman de Sinclair Lewis.
- La Garçonne, de Victor Margueritte.
- La Randonnée de Samba Diouf, de Jérôme et Jean Tharaud
- L'Énorme Chambrée de E. E. Cummings.
- La Maison de Claudine de Colette.
- Bernhard Kellermann (allemand), Le Tunnel, édition française.
- Lou Andreas-Salomé (allemand), Die Stunde ohne Gott und andere Kindergeschichten, édition française L'Heure sans Dieu et Autres Histoires pour enfants.

## Théâtre
- 11-17 février : Semaine d’Art moderne, au théâtre municipal de São Paulo.
- 28 février : Colette interprète le rôle de Léa pour la centième de Chéri.
- 16 juin : Saül, pièce d’André Gide

## Prix littéraires
- Prix internationaux : 
  - Prix Nobel de littérature : Jacinto Benavente, écrivain et dramaturge espagnol.
- France :
  - Grand prix du roman de l'Académie française : L'Homme traqué de Francis Carco.
  - Prix Femina : Silbermann de Jacques de Lacretelle.
  - Prix Goncourt : Le Vitriol de Lune (1921) et Le Martyre de l'obèse (1922) d'Henri Béraud.
- États-Unis :
  - Prix Pulitzer catégorie « roman »: Alice Adams de Booth Tarkington.

## Principales naissances
- 3 janvier : Sunwoo Hwi, écrivain sud-coréen.
- 24 janvier : Daniel Boulanger, écrivain français († 27 octobre 2014).
- 5 mars : Pier Paolo Pasolini, écrivain, scénariste et metteur en scène italien († 2 novembre 1975).
- 12 mars : Jack Kerouac, écrivain et poète américain († 21 octobre 1969).
- 11 avril : Antoine Blondin, écrivain français († 7 juin 1991).
- 16 avril : John Christopher, écrivain britannique de science-fiction († 3 février 2012).
- 30 mai : Hal Clement, écrivain américain de science-fiction († 29 octobre 2003).
- 18 août : Alain Robbe-Grillet, écrivain et cinéaste français. Membre de l'Académie française († 18 février 2008).
- 19 septembre :
  - Damon Knight, écrivain américain de science-fiction et de fantasy († 15 avril 2002).
  - Pierre Magnan, écrivain français, († 28 avril 2012).
- 24 septembre : Marc De Burges, écrivain belge de langue wallonne († 1998).
- 16 octobre : Émile Célestin-Mégie, écrivain haïtien († 6 juillet 1998).
- 3 novembre : Jung Hansuk, auteur et critique sud-coréen († 1997).
- 11 novembre : Kurt Vonnegut, écrivain américain de science-fiction  († 11 avril 2007).
- 14 décembre : Antonio Larreta, écrivain uruguayen († 19 août 2015).
- Maud de Belleroche, femme de lettres et essayiste français.

## Principaux décès
- 8 juillet : Ōgai Mori, écrivain japonais, 60 ans (° 17 février 1862).
- 18 août : Ernest Lavisse, historien français, 80 ans (° 17 décembre 1842).
- 18 novembre : Marcel Proust, écrivain français, 51 ans (° 10 juillet 1871).
- Georges Price, romancier français, 69 ans (° 1853).